# 481993 Melaniezander
481993 Melaniezander è un asteroide della fascia principale. Scoperto nel 2009, presenta un'orbita caratterizzata da un semiasse maggiore pari a 2,2359297 UA e da un'eccentricità di 0,1437182, inclinata di 3,94257° rispetto all'eclittica.
L'asteroide è dedicato all'attrice tedesca Melanie Zander.